# Andrés Santana
Andrés Santana (Gran Canària, 1949) és un productor de cinema canari. El 1968 marxa a Madrid, on comença treballant d'extra a La tonta del bote. El 1977 va produir la seva primera pel·lícula, La criatura d'Eloy de la Iglesia, seguida de Gulliver (1979) d'Alfonso Ungría i Ópera prima (1980) de Fernando Trueba. El 1989 fou candidat per primer cop al Goya a la millor direcció de producció per Bajarse al moro i El mar y el tiempo. Ha estat guardonat tres cops amb el Goya a la millor direcció de producció per El rey pasmado (1991), Blackthorn (2011) i Nobody Wants the Night (2015) El 2017 va rebre la Medalla d'or de Canàries.

## Filmografia
- 2015: Ningú no vol la nit
- 2011: Blackthorn
- 2010: Ciudadano Negrín
- 2008: El último truco
- 2006: La caja
- 2005: Segundo asalto
- 2005: Pablo G. del Amo, un montador de ilusiones
- 2002: El viaje de Carol
- 2001: Demasiado amor
- 2001: Visionarios
- 1999: Plenilunio
- 1998: Mararía
- 1997: Un solo de cello
- 1997: Secretos del corazón
- 1994: Después de tantos años
- 1994: Días contados
- 1993: Coitado do Jorge
- 1991: El rey pasmado
- 1991: Amelia Lópes O'Neill
- 1989: Lluvia de otoño
- 1983: Animales racionales
- 1982: Jane, mi pequeña salvaje
- 1982: Estoy en crisis
- 1981: Cariñosamente infiel
- 1980: Los pecados de mamá
- 1980: La mano negra
- 1980: Ópera prima
- 1979: Gulliver
- 1977: La criatura